# La luce del crepuscolo
La luce del crepuscolo (In the Gloaming) è un film per la televisione del 1997 diretto da Christopher Reeve. In Italia è stato trasmesso in TV con il titolo Prima del buio.

## Trama
Danny ritorna a casa dopo aver interrotto i legami con la famiglia. Malato di aids, ha deciso di morire con loro.
Il padre è sempre occupato e vive per il lavoro, la madre Janet e la sorella Anne sono felici che sia tornato, ma non riescono ad accettare la malattia ed evitano accuratamente l'argomento.
Quando le condizioni di Danny peggiorano, la famiglia del giovane decide di rivolgersi a un'infermiera, Myrna. Tra la mamma e Danny si instaura un bel rapporto, mai esistito prima, e Myrna le mostra come prendersi cura di lui, e insegna alla famiglia a essere più uniti affrontando anche l'argomento della morte.